# فریتس دیتس
فریتس دیتس (آلمانی: Fritz Diez؛ ‏ ۲۷ فوریهٔ ۱۹۰۱ – ۱۹ اکتبر ۱۹۷۹) بازیگر، تهیه‌کننده، کارگردان فیلم اهل آلمان بود. وی بین سال‌های ۱۹۲۰ تا ۱۹۷۹ میلادی فعالیت می‌کرد. 
او و همسرش عضو حزب کمونیست آلمان (۱۹۱۸) بودند و نیروهای گشتاپو پس از آتش‌سوزی رایشستاگ به خانه‌اش یورش بردند. وی به جرم کمونیست بودن از کار بازیگری منع شد و از ترس بازجویی‌های بعدی گشتاپو با همسرش به سوئیس رفت. او در آنجا هم جزء حلقهٔ فعالان کمونیست ضد فاشیسم بود. وی در سال ۱۹۴۶ به منطقه تحت اشغال شوروی بازگشت و ابتدا به عنوان بازیگر و سپس به عنوان کارگردان نمایش و کارگردان هنری مشغول به کار شد.
از فیلم‌ها یا برنامه‌های تلویزیونی که وی در آن نقش داشته‌است، می‌توان به آزادی، سربازان آزادی و لحظات هفده‌گانه بهاری اشاره کرد.